# Dominique Tilmans
Dominique Tilmans (Brussel, 4 augustus 1951) was een Belgisch volksvertegenwoordiger en senator voor de MR.

## Levensloop
Zij is licentiaat in politieke en diplomatieke wetenschappen aan de ULB. Na haar studies leidde ze in Irak projecten voor de constructie van een fosfaatfabriek. In 1983 werd ze administratrice en lid van de beheerraad van de Intercommunale du Val des Seniors in Chanly.
Van 1987 tot 2003 was Tilmans voor de PRL en daarna de MR provincieraadslid van Luxemburg en van 1993 tot 2003 was ze bestendig afgevaardigde van deze provincie. Ook was ze van 1995 tot 2003 voorzitster van de PRL- en de MR-afdeling van het arrondissement Neufchâteau en van 2004 tot 2013 voorzitster van de MR-afdeling van de provincie Luxemburg.
In 2003 werd ze verkozen tot lid van de Kamer van volksvertegenwoordigers, waar ze bleef zetelen tot in 2007. Daarna was ze van 2007 tot 2014 rechtstreeks gekozen senator. Van 2009 tot 2010 was ze in de Senaat de voorzitter van de MR-fractie. Ook zetelde ze in de Raadgevende Interparlementaire Beneluxraad.
Na haar politieke loopbaan werd Tilmans in 2014 voorzitster van YouSpace, een vzw dat de Belgische ruimtevaartsectoren verenigt, in 2016 voorzitster van Eurisy, een vereniging van twintig ruimtevaartagentschappen in de Europese Unie, en in 2017 lid van de adviesraad van het European Space Policy Institute